# Markgraafschap Neder-Lausitz
Het markgraafschap Neder-Lausitz was een markgraafschap binnen het Heilige Roomse Rijk. Het was niet bij een kreits ingedeeld.

markgraafschap Neder-Lausitz

De naam Neder-Lausitz werd sinds de veertiende eeuw gebruikt om een gebied aan te duiden dat tot dan Lausitz genoemd werd. Dit gebeurde omdat men in die tijd ook het gebied om Bautzen en Görlitz met de naam Lausitz ging aanduiden. Een bekende streek  in dit territorium  is het Spreewald. 
In de tweede helft van de negende eeuw worden als bewoners van het gebied de Lusici vermeld, een Slavische stam. Tussen 928 en 963 kwam het gebied onder Duitse heerschappij, waarbij het deel ging uitmaken van de Saksische Oostmark.
Van 1032 tot 1117 en van 1136 tot 1304 was het gebied in handen van het huis Wettin, de dynastie die later in het keurvorstendom Saksen zou regeren.
In 1304 werd het gebied gekocht door het markgraafschap Brandenburg. Vanaf 1346 wist keizer Karel IV het gebied stap voor stap in handen te krijgen. In 1367 voegde hij het gebied als markgraafschap Lausitz bij zijn koninkrijk Bohemen. In 1445 ging het gebied rond Cottbus verloren aan het markgraafschap Brandenburg en er kwamen ook enkele heerlijkheden aan het markgraafschap Meissen.
Neder-Lausitz behoorde tot de Boheemse kroonlanden. Met het koninkrijk Bohemen werd het markgraafschap in 1526 verenigd met het aartshertogdom Oostenrijk. Tijdens de Dertigjarige Oorlog beleende de keizer in zijn hoedanigheid van koning van Bohemen de keurvorst van Saksen met het markgraafschap (1620, 1623, 1635 en 1648). Van 1657 tot 1738 werd het markgraafschap bestuurd door de hertogen van Saksen-Merseburg.
Het Congres van Wenen van 1815 kende het markgraafschap aan het koninkrijk Pruisen toe, dat het bij de provincie Brandenburg voegde.
De gebieden ten oosten van de Neisse werden in 1945 door Polen in bezit genomen.

## Bezit
- Kreis Luckau met de stad Luckau, de heerlijkheden Dobrilugk, Drehna en Sonnewaldeitse en enige riddermatige plaatsen.
- Kreis Guben met de heerlijkheden abdij Neuzelle, Johannieterambt Schenkendorf, Forsta, Pförten, Sorau, Triebel, Amtitz en enige riddermatige plaatsen
- Kreis Lübben (of Krummspeescher Kreis) met de stad Lübben, het ambt Lübben, de heerlijkheid Friedland (Johannieterorde-ambt), Librose, Straupitz, Leuthen en meerdere riddermatige plaatsen.
- Kreis Spremberg